# صدیق سعدی
صدّیق سعدی (به عربی: الصِّدّیق السَّعدی) (۱۹۰۷–۱۹۷۰) ادیب و شاعر الجزایری بود. دوره‌ای دراز در قاهره زیست و از آنجا قصایدش را برای روزنامهٔ البصائر با نام مستعار «جزائری» می‌فرستاد. پس از استقلال الجزایر به کشور بازگشت و رئیس مجلس اعلای اسلامی برگزیده شد.